# Równo (obwód wołyński)
Równo (ukr. Рі́вне) – wieś na Ukrainie w rejonie kowelskim, w obwodzie wołyńskim. W II Rzeczypospolitej miejscowość wchodziła w skład gminy wiejskiej Huszcza w powiecie lubomelskim województwa wołyńskiego. 
Wieś położona nad rzeką Bistrak, znana od 1510 r.
W 1920 roku pod Równem toczyły się walki polskiego 25 pułku piechoty z oddziałami sowieckiej 25 Dywizji Strzelców.
Do II wojny światowej w pobliżu miejscowości znajdowała się wieś Holendry Świerzeńskie i chutory Bródki, Kowal oraz Piskorów.
W czasie okupacji niemieckiej mieszkająca tutaj ukraińska rodzina Ryszczuków ukrywała dwie Żydówki, siostry Bar. W 2001 roku Instytut Jad Waszem uhonorował za to pośmiertnie Fedira i Wirę Ryszczuków tytułami Sprawiedliwych wśród Narodów Świata.
W 2010 roku przewodniczącym miejscowej rady sołeckiej został Wołodymyr Kryżuk.
Do 2020 w rejonie lubomelskim.